# Terry Fox (Künstler)
Terry Fox (* 10. Mai 1943 in Seattle, Washington; † 14. Oktober 2008 in Köln) war ein US-amerikanischer Aktionskünstler, Maler und Bildhauer.

## Leben
Terry Fox besuchte in Issaquah (Washington) bis 1961 die High School. Danach arbeitete er ein Jahr lang beim Flugzeughersteller Boeing, um ein Kunststudium in Rom finanzieren zu können. Zugleich studierte Fox in Abendkursen an der Cornish School of Allied Arts in Seattle. Seinen ersten europäischen Aufenthalt zum Studium der Malerei hatte er 1962 an der Akademie der Schönen Künste in Rom. Ab 1963 hielt er sich in San Francisco auf. 1968 war Fox für ein Jahr in Paris, wo er die Malerei zugunsten direkter Kunstaktionen aufgab. 1969 kehrte Terry Fox nach San Francisco zurück, um Lehraufträge durchführen zu können. Seit 1970 hatte er eine Vielzahl von Einzelausstellungen in Europa und den USA.
Von 1980 bis 1981 arbeitete Terry Fox als Stipendiat des DAAD im Künstlerhaus Bethanien im Stadtteil Kreuzberg. Angesichts der Berliner Mauer entstand sein Werk Berlin Wall Scored for Sound. 1987 nahm Fox – gemeinsam mit seinem Kollegen Maurizio Nannucci – an einem Symposium teil, das ein Bremer Verein in dem italienischen Bergdorf Formine am Lago Maggiore veranstaltete. Hier entstand das Werk Pyrofilo. Im Jahr 2005 arbeitete Fox für einige Monate als Gast auf dem Barkenhoff in Worpswede.
Fox reflektierte mit seinen Kunstaktionen und Installationen zumeist auf sein eigenes Leben und den Tod: Er litt an einer Krebserkrankung und hatte nach einer Herzoperation eine Nahtoderfahrung. So nannte er eine seiner Installationen in der Saarbrücker Stadtgalerie Ataraxia (dt. Seelenruh, nach Epikur), in der Fox mit Klanginstallationen und weiteren Objekten wichtige Stationen seines Lebens aufzeigt.
Nach Aufenthalten in San Francisco und Lüttich lebte und arbeitete Terry Fox seit 1996 in Köln. Er war verheiratet mit der Filmemacherin und Autorin Marita Loosen-Fox.
In Köln existiert seit seiner Gründung im Jahr 2009 der Verein Terry Fox Association e. V. Der Verein hat das Ziel, durch Ausstellungen, Konzerte, Forschungsprojekte und Symposien das Werk des Künstlers sichtbar zu machen. Mitglieder des Vorstandes sind Carsten Seiffarth und Marita Loosen-Fox.

## Werk
Terry Fox war einer der Wegbereiter der amerikanischen Body Art und Konzeptkunst. Weltweit bekannt wurde er in den 1970er Jahren mit Performances und Installationen, die Transformationsprozesse von Materialien zum Ausgangspunkt nahmen und den eigenen Körper als Medium von psychischen und physischen Grenzerfahrungen nutzten. Mit seiner lebenslangen, innovativen Erforschung des Klangs im Raum gehört er auch zu den Pionieren und Impulsgebern der modernen Sound Art.
Fox suchte Antworten auf die Frage, was Skulptur ist und experimentierte mit unmittelbaren Formen der Kommunikation. Klang und Sprache sind wiederkehrende Elemente in seinem vielfältigen Werk, das sich eindeutigen Kategorisierungen entzieht. Der Einsatz alltäglicher, einfacher Materialien (Staub, Klaviersaiten, Sardinenbüchsen) ist charakteristisch für seine ,Skulpturen’, die oft nur für die Dauer ihrer Aufführung existierten. Fox suchte die Zusammenhänge aus dem Labyrinth des Innenohrs oder dem Labyrinth der Kathedrale von Chartres in seinen Medien darzustellen oder auch aus Pangrammen. Das Durchleben von Krankheit bzw. damit verbundener Isolation wurde zum Ausgangspunkt seiner künstlerischen Arbeit. Die körperliche Erfahrung (die eigene wie die des Publikums) war zentrales Element seiner Aktionen, Performances und Klanginstallationen.

## Ausstellungen (Auswahl)
- 1970 Museum of Conceptual Art, San Francisco; Reese Palley Gallery, San Francisco
- 1971 Museum of Modern Art, New York City; Kunsthalle Düsseldorf
- 1972 Galerie Ileana Sonnabend, Paris; Lucio Amelio, Neapel
- 1973 documenta 5, Kassel; University Art Museum, Berkeley
- 1974 Everson Museum, Syracuse, New York
- 1975 And/Or, Seattle, Washington; Gallerie Schema, Florenz
- 1976 The Kitchen, New York City
- 1977 documenta 6, Kassel; De Appel, Amsterdam; Galerie Krinzinger, Innsbruck
- 1978 Art Institute Gallery, San Francisco; Podio Del Mondo Per L'Arte, Middelburg
- 1979 Galerie nächst St. Stephan, Wien; Galerie Dany Keller, München
- 1980 Museum of Modern Art, New York City; Folkwang Museum, Essen
- 1982 Kunstmuseum Luzern; Museum Folkwang, Essen; DAAD Galerie, Berlin
- 1984 Ronald Feldman Gallery, New York City
- 1985 Kunstraum, München; Galleria II Cavallino, Venedig
- 1987 documenta 8, Kassel; Primo Piano, Rom; Capp Street 65, San Francisco
- 1990 Sydney Biennale; Syndicat Halle, Bonn
- 1991 Galerie Löhrl, Mönchengladbach; Kunstmuseum, Düsseldorf
- 1992 Paley/Levy Galleries, Moore College of Art and Design, Philadelphia
- 1993 University Art Museum, Berkeley; Ronald Feldman Fine Arts, New York City
- 1994 Otis School of Art and Design, Los Angeles; Santa Monica Museum of Art
- 1996 Sonambiente, Berlin
- 1997 Gesellschaft für Aktuelle Kunst, Bremen
- 1998 Stadtgalerie, Saarbrücken; Galerie Metronom, Barcelona
- 2000 Gallery Paule Anglim, San Francisco; Galerie Lara Vincy, Paris
- 2001 singuhr-hoergalerie, Parochialkirche, Berlin; Gelbe Musik, Berlin
- 2003 Kunsthalle Fridericianum, Kassel
- 2006 Sonambiente, Berlin
- 2007 Gallery Ronald Feldman, New York City
- 2008 quartier 21, MuseumsQuartier,Wien
- 2009 singuhr-hoergalerie, Wasserspeicher Wasserturm Prenzlauer Berg, Berlin
- 2011 Barkenhoff/Heinrich-Vogeler-Museum, Worpswede
- 2015 Akademie der Künste, Berlin
- 2016 Musée des Beaux-Arts, Mons, Belgien; Von der Heydt-Museum, Wuppertal
- 2017 Kunstmuseum Bern

## Werke in öffentlichen Sammlungen
USA und Südamerika
University Art Museum, Berkeley ||
Oakland Museum of Art, Oakland ||
San Francisco Museum of Modern Art, San Francisco ||
Everson Museum of Art, Syracuse ||
Whitney Museum of American Art, New York City ||
Museum of Modern Art, New York City ||
Institute of Contemporary Art, Los Angeles ||
Newport Harbor Art Museum, Newport Harbor ||
Nora Eccles Harrison Museum of Art, Utah ||
DeSaisset Museum, Santa Clara ||
Museum of Modern Art, Buenos Aires
Europa
Kunstmuseum, Düsseldorf ||
Museum Ludwig, Köln ||
Von der Heydt-Museum, Wuppertal ||
Museum Folkwang, Essen ||
Museum Hamburger Bahnhof, Berlin ||
Centre Pompidou, Paris ||
Kunstmuseum, Luzern ||
Kunstmuseum, Bern ||
Museum Moderner Kunst Stiftung Ludwig, Wien ||
LIMA, Media Art, Amsterdam ||
Museum of Modern Art, Istanbul ||
Vehbi Koc Foundation, Istanbul